# Füsi Pius
Füsi Pius, névváltozat: Füssi (Komárom, 1703 – Vác, 1769) domonkos rendi szerzetes.

## Élete
Református családból származott, iskoláit szülővárosában végezte. református prédikátor lett, de hamarosan katolikus hitre tért, és domonkos rendi szerzetes lett. 1744-től haláláig Vácon volt hitszónok.

## Munkái
- Turris robusta atque alta, fastigio suo usque ad coelum pertignens. Erős és magos égig érő torony. Az az: A szentséges rósáriomnak, és annak legfőbb társaságának egy erős és égig érő magos toronyhoz való hasonlítása. Melyet azon szentséges rózáriom ünnepének alkalmatosságával octobernek 4. napján élő nyelvvel megmagyarázott Váczon. Győr (1739)
- Xenium sincerioris affectus in reiterato novi anni exordio. Quod est carmen partoritium, perillustribus, nobilibus, generosis, omnibusque eruditissimis, et consultissimis dominis judici, et senatoribus, totique amplissimo magistratui et communitati civitatis Pestinensis... Budae (1740)
- Applausus Austriae Sereniss. Mariae Theresiae, reginae Hungariae... nuptae duci Lotharingiae et Barri, dum ejusdem regiae Majestatis in Hungariae reginam coronatio Posonii die 25. Junii peracta per Austriam percrebuisset, ociorque inde adventus desideraretur. Viennae (1741)
- Carmen bucolicum in nativitatem ser. archiducis Josephi. Viennae, 1741
- Carmen pastoricium, ser. M. Theresiae nuncupatum. Viennae, 1741
- Carmen pastoricium oblatum magistratui Pestinensi post pestem. Budae, 1744
- Otia Poetica sive sylloge carminum elegantium. Viennae, 1744
- Fasciculus biblicus, seu selecta sacrae scripturae effata metrice pronuntiata. Budae, 1744 (Bécs, 1753, Pozsony, 1756 és Buda 1763)
- Lapis caeruleus, az az: Kékkő várának a szentséges Rosárium társasága felállításából segítség kövére való magyarázása. Budae, 1744
- Tribunal confessariorum et ordinandorum eximii P. M. Martini Wigandt, Ord. Praed. in breve compendium collectum. Accedunt propositiones ab Alex VII. et VIII. ac Innocentio XI. et XII. domnatae. Viennae, 1745
- Szent Domonkos szerzetbéli Ferrarius Szent Vincze élete és csuda tételi... az ajtatos magyar nemzetnek kivánságáért magyarra fordíttatott. Sopron, 1749
- Rövid oktatás, melyben elő adatik... Ferrarius szent Vinczéhez való két pénteki ájtatosság. Sopron, 1749
- Barkóczy Ferencz úrnak esztergomi érseknek érseki székébe lett beiktatására. Kassa, 1761
- A jó erkölcsre oktató Kátónak bölcs versei, melyeket magyar nyelvre fordított. Eger, 1756 (Sopron, 1757, Kassa, 1762. és Buda, 1768)

Szent beszédeit és a tridenti zsinat katekizmusát szándékozott magyarul kiadni, de ebben megakadályozta őt a halál.